# Kulmainer Landquartett
Das Kulmainer Landquartett war eine bayerische Volksmusikgruppe.
Die drei Brüder Georg, Siegfried und Willi Wins formierten sich bereits als Jugendliche Mitte der 1950er Jahre in ihrer Heimatstadt Immenreuth zu einem Gesangstrio namens Frankentrio, das im Landkreis Tirschenreuth lokale Bekanntheit erlangte. Anfang der 1960er Jahre wurde der erheblich ältere Sänger Gert Froboes, der zuvor unter dem Künstlernamen Heinz Underberg einige Schallplatten veröffentlicht hatte, in die Formation aufgenommen. Froboes war von nun an der Hauptsänger, während die Gebrüder Wins ihn instrumental und gesanglich begleiteten. Froboes gelang es, der nun Kulmainer Landquartett benannten Musikgruppe einen Schallplattenvertrag bei Odeon zu vermitteln, die den Schallplattenvertrag mit ihm als Solokünstler bereits aufgelöst hatte. 1961 und 1963 erschienen bei Odeon zwei Alben vom Kulmainer Landquartett. Bis Ende der 1960er Jahre trat die Musikgruppe noch vornehmlich in Bayern auf. Mit dem plötzlichen Tode von Froboes 1968 löste sich die Musikgruppe auf.

## Diskographie
- 1961: Grüße aus Kulmain (Album, Odeon 061-07 587)
- 1963: Schöne Oberpfalz (Album, Odeon 063-57 354)